# Burg Złotoria

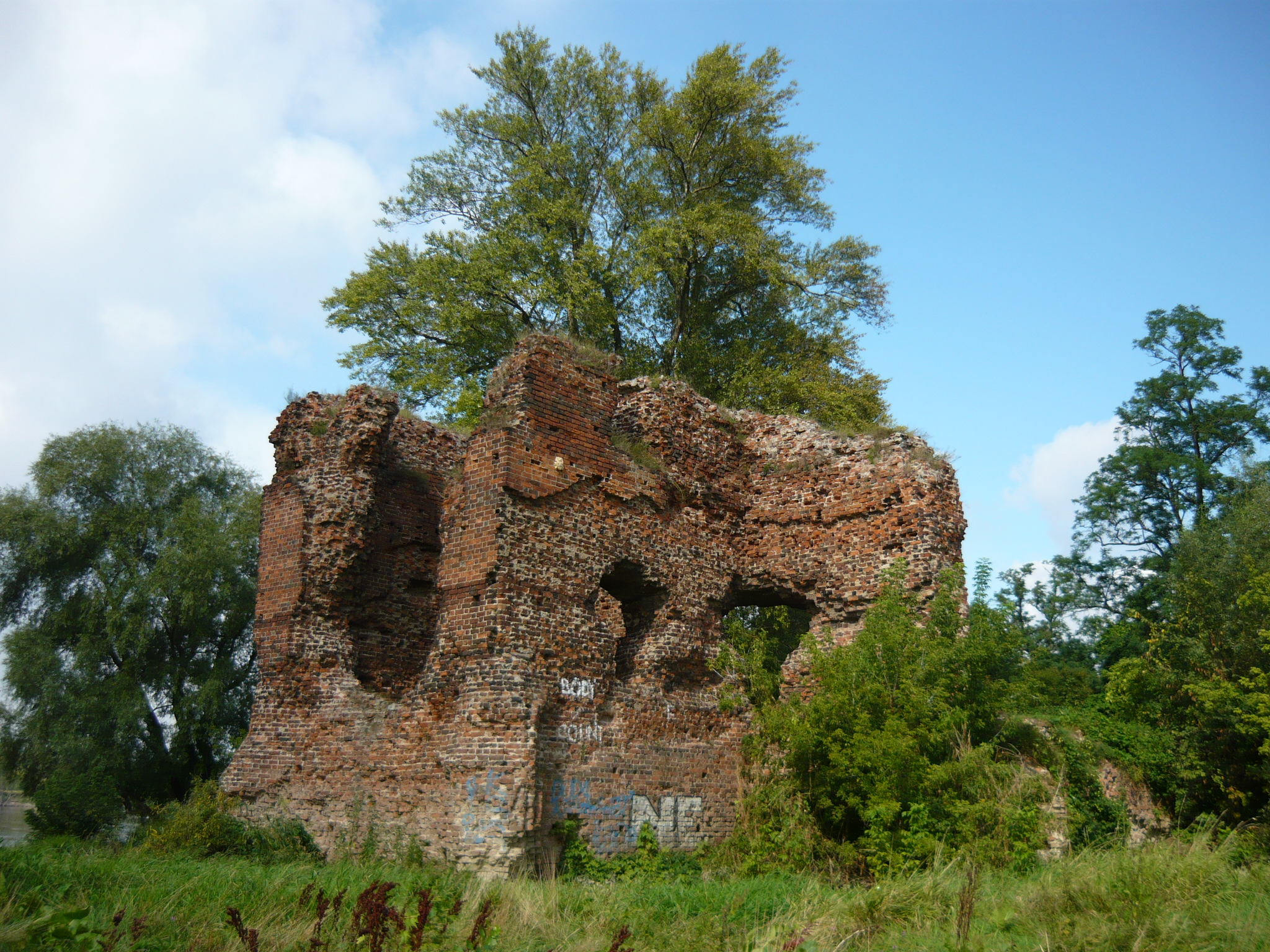
Bögen und Gewölbe sind verloren

Die Burg in Złotoria (deutsch: Zollburg, auch Burg Schlotterey genannt) ist die ältere der beiden ehemaligen polnischen Grenzburgen bei Toruń (Thorn) in Polen. Sie liegt auf dem Gebiet der Nachbargemeinde Złotoria auf der Landspitze zwischen der Weichsel und der von Norden einmündenden Drwęca (Drewenz).
Die Drewenz war im Mittelalter der Grenzfluss zwischen dem Kulmerland, das Konrad von Masowien 1230 im Vertrag von Kruschwitz dem Deutschen Orden überlassen hatte, und dem Dobriner Land, das mit Unterbrechungen in der Hand der polnischen Piasten blieb. Westlich davon bildete die Weichsel die Südgrenze des Ordensstaates.
Vor der strategisch wichtigen Ecke des Kulmerlandes ließ König Kasimir der Große 1343 die Burg errichten.
1376–1377 kam es zur Belagerung von Złotoria.
1408 wurde sie nach achttägiger Belagerung vom Hochmeister des Deutschen Ordens Ulrich von Jungingen erobert und zerstört. Mit dem Ersten Thorner Frieden wurde sie aber 1411 der polnischen Krone zurückgegeben. Mit dem Zweiten Thorner Frieden wurde sie dann militärisch überflüssig.
Nach der napoleonischen Gründung des Herzogtums Warschau lag die Burg bzw. Burgruine allerdings wieder an einer polnisch-preußischen Grenze und vom Wiener Kongress bis zum Ersten Weltkrieg an der russisch-preußischen.
Die heutigen Ruinen des gotischen Backsteinbaus zeigen allenfalls noch Fachleuten stilspezifische Details.